# Al Dewsbury
Albert Percy „Al“ Dewsbury (26. dubna 1926, Goderich, Ontario – 16. prosince 2006) byl kanadský hokejový obránce, působící v NHL. Svými tělesnými parametry by Dewsbury byl v dnešní době průměrný hokejový hráč, ale mezi hráči ve 40. a 50. letech byl velmi impozantní svou výškou 190 cm a váhou 92 kilogramů.

## Ceny a úspěchy
- 1950 Stanley Cup (Detroit Red Wings)
- 1950 Calder Cup (Indianapolis Capitals)
- 1951 NHL All Star (Chicago Blackhawks)
- 1958 Calder Cup (Hershey Bears)
- MS 1959 zlatá medaile s týmem Kanady, kterou reprezentoval tým Belleville McFarlands